# Eran (Indien)
Eran (Hindi ऐरण IAST Airaṇ) ist der heutige Name eines Dorfes und einer nur wenig entfernten, historisch bedeutsamen hinduistischen Tempelstätte im indischen Bundesstaat Madhya Pradesh.

## Lage
Das etwa 400 m hoch gelegene Dorf Eran ist gut 78 km in nordwestlicher Richtung von der Stadt Sagar bzw. etwa 12 km in östlicher Richtung von der kleinen Stadt Mandi-Bamora entfernt, die auch über einen Regionalbahnhof verfügt. Von dort ist Eran über Pisten mit einem gemieteten Auto bzw. Fahrrad zu erreichen. Unweit der archäologischen Stätte fließt die Bina, ein Nebenfluss der Betwa.

## Bevölkerung und Wirtschaft
Die Einwohner des Dorfes sind nahezu ausschließlich Hindus und leben von der Landwirtschaft.

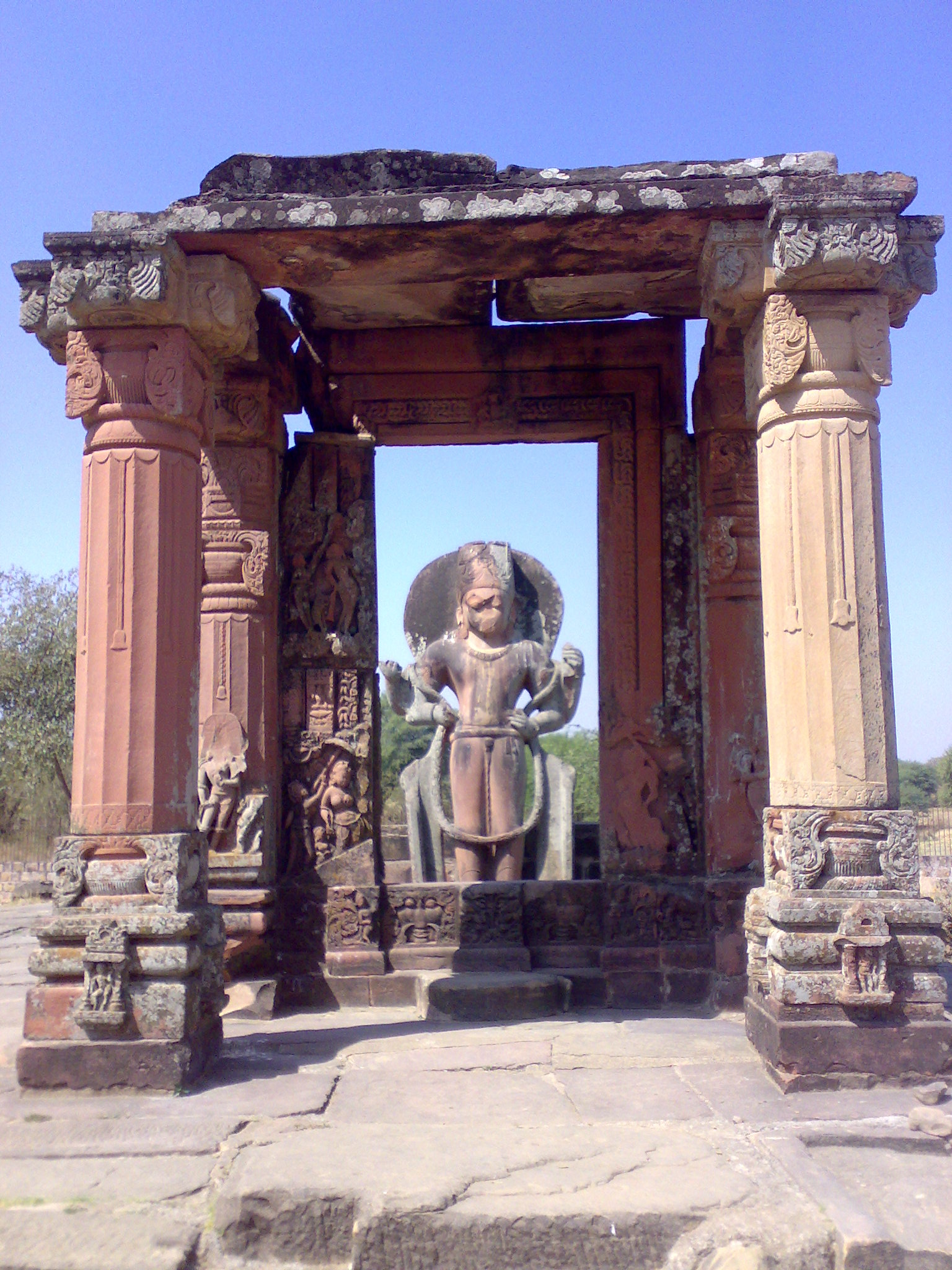
Vorhalle (mandapa) eines Tempels

## Geschichte
Die Geschichte des Tempelbezirks von Eran reicht weit zurück. Der alte Name, der auch in einer Inschrift von Sanchi erwähnt wird, lautete Airikina oder Erikina. Verschiedene Gupta-Herrscher statteten die wahrscheinlich schon zuvor existierende Pilgerstätte mit Bauten und Skulpturen aus, die jedoch allesamt in der Zeit des islamischen Vordringens in Nordindien zerstört wurden. Bei Ausgrabungsarbeiten im 19. und 20. Jahrhundert wurden mehr als 3000 Münzen gefunden, die bis in die Zeit um 300 v. Chr. zurückreichen. Der älteste datierte Sati-Stein (s. u.) stammt aus dem Jahr 510 n. Chr., der jüngste aus dem Jahr 1910.

## Ruinenstätte

### Architektur
In der ehemals bedeutenden Anlage ist kein einziges Bauwerk mehr in gutem Zustand erhalten. Aus vier kannelierten und reliefierten Säulen wurde die Vorhalle (mandapa) und das Portalgewände eines frühen Gupta-Tempels rekonstruiert. Dieser ähnelte mit großer Wahrscheinlichkeit den Tempeln von Tigawa (Kankali-Devi-Tempel) und Sanchi (Tempel Nr. 17), zeigt aber einen entwickelteren Skulpturenschmuck am Portalgewände und dürfte somit um die Mitte des 5. Jahrhunderts erbaut worden sein. Ob die im nicht erhaltenen Cella-Bereich (garbhagriha) aufgestellte Großskulptur Vishnus tatsächlich dort stand, ist unklar.
Von weiteren Bauten sind lediglich Fundamentreste übriggeblieben.

### Skulpturen
Bedeutendste Relikte in Eran sind verschiedene Skulpturen und Sati-Steine, die einen Zeitraum von etwa 1500 Jahren umfassen.

#### Varaha-Skulptur

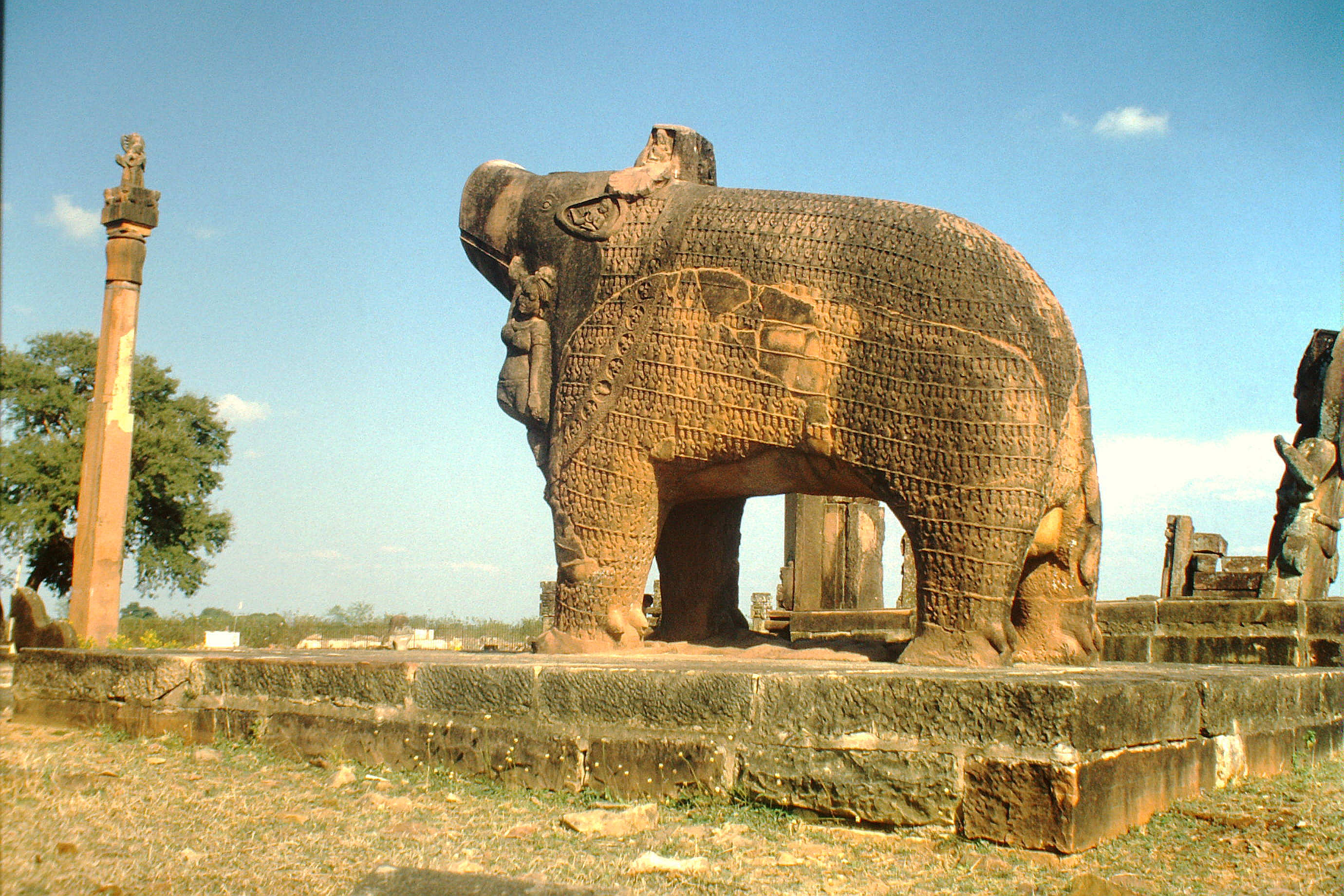
Die Darstellung des Gottes Vishnu in Gestalt eines Ebers (varaha) entstammt wahrscheinlich dem 5. oder 6. Jh. Ihm gegenüber erhebt sich eine Säule mit einem Garuda-Bildnis.

Die Hauptattraktion der archäologischen Stätte von Eran bildet eine etwa 3,50 m hohe und nahezu 5 m lange Varaha-Figur, die aus einem einzigen massiven Felsblock herausgearbeitet wurde. Varaha (Eber) ist die dritte Inkarnation (avatara) des Gottes Vishnu. Im 5. oder 6. Jahrhundert n. Chr. wurde der Monolith zu einer Varaha-Figur umgestaltet und möglicherweise von einem seitlich offenen, aber überdachten Bau geschützt.
Der massige Körper Varahas ist über und über mit kleinen Götterfiguren bedeckt, welche die alles überragende Bedeutung der Hauptfigur, d. h. Vishnus, unterstreichen. Seitlich des Kopfes ist Bhudevi zu sehen, die sich an den Hauern des ebergestaltigen Gottes festhält. Außerdem findet sich hier eine kurze Inschrift mit dem Namen des Alchon-Herrschers Toramana.

#### Garuda-Säule
Eine aufrecht stehende, durch eine Inschrift in das Jahr 485 datierbare, fast 13 m hohe und in einem Lotos-Kapitell endende Säule, die der Varaha-Figur gegenübersteht, ist vergleichsweise gut erhalten. Oberhalb des glockenförmigen Kapitells befindet sich ein blockartiger und mit vier Löwen geschmückter Aufsatz, auf welchem eine Figur steht, die gemeinhin als Garuda angesehen wird.

### Sati-Steine
Von kulturhistorischer Bedeutung sind etwa ein Dutzend mittelalterlicher und neuzeitlicher mit Inschriften versehene Sati-Steine, welche an die Witwenverbrennung erinnern und in Eran gefunden wurden. Der älteste stammt aus dem Jahr 510, der letzte aus dem Jahr 1910. Sie geben Auskunft über die jahrhundertealte und – trotz gesetzlicher Verbote – in einigen Fällen bis in die heutige Zeit praktizierte Witwenverbrennung. Frauen, die ihren verstorbenen Ehemännern in den Tod folgten, wurden in Indien hoch geehrt. Zu ihrem Andenken wurden sogar Memorialsteine und -tafeln errichtet, wohingegen in sonstigen Inschriften fast nur Männernamen zu finden sind. Der eigentliche Ort der Verbrennung lag in der Regel woanders; in Eran befinden sich lediglich einige Gedenksteine.

### Andere Skulpturen
Auch andere Götterfiguren aus verschiedenen Zeitepochen wurden in Eran gefunden – z. B. Krishna, Narasimha, Kubera, Chamunda, ein Shiva-Lingam etc. Letztgenannte verweisen darauf, dass in Eran nicht allein Vishnu verehrt wurde, sondern auch Götter aus dem shivaitischen Umfeld.